# Sejm (flod)

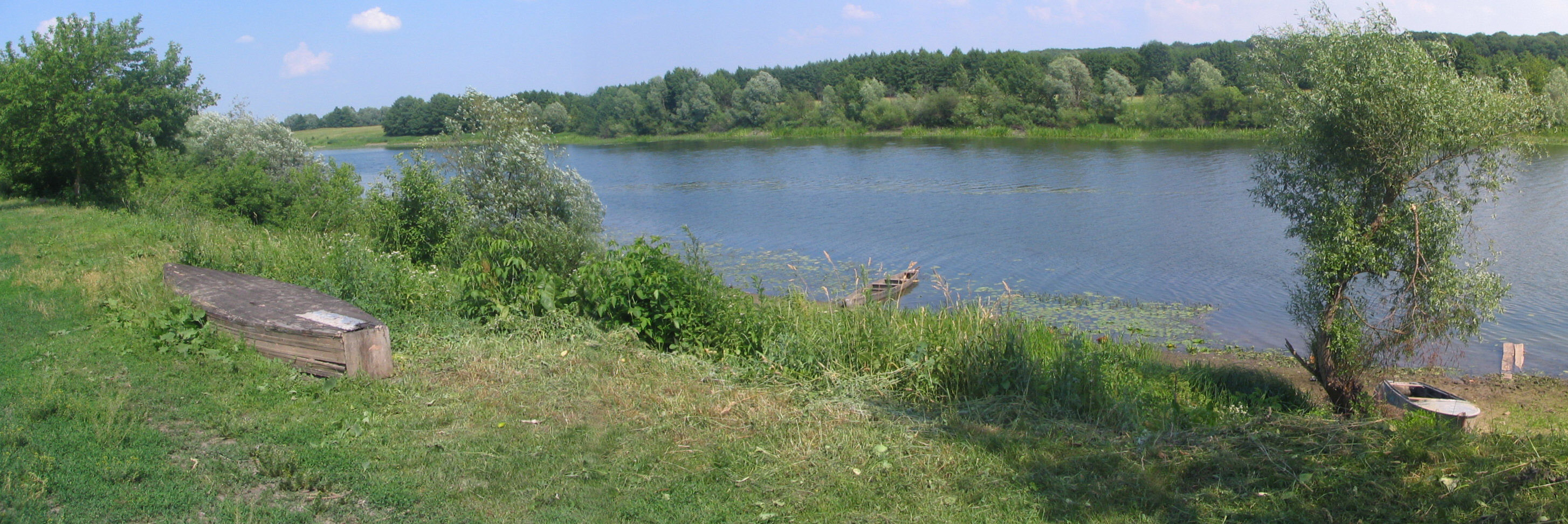
Sejm i Kursk oblast.

Sejm (ryska och ukrainska: Сейм) är en flod som rinner genom Ryssland och Ukraina. Den är 748 km lång och ger det största bidraget till floden Desna.
Städer som ligger vid floden är Kursk, Rylsk, Putyvl och Kurchatov. Kursks kärnkraftverk ligger intill Sejm.
Under Rysslands invasion av Ukraina förstördes en bro över floden i Kursk oblast av ukrainska trupper.